# Victoriano Crémer
Victoriano Crémer Alonso, né le 18 décembre 1906 à Burgos et mort le 27 juin 2009 à León, est un poète et journaliste espagnol.